# Mission Hills Country Club
De Mission Hills Country Club is een countryclub met drie golfbanen in de Amerikaanse stad Rancho Mirage, Californië. Het werd opgericht in 1972 en wordt sinds 1993 beheerd door de ClubCorp.
Sinds de oprichting wordt de "Dinah Shore Tournament Course" bespeeld voor het Kraft Nabisco Championship, een van de belangrijkste majors bij de vrouwen. Het golfbaan werd toen vernoemd naar de Amerikaanse zangeres Dinah Shore en werd ontworpen door Desmond Muirhead. De andere golfbanen zijn de "Arnold Palmer Course", geopend in 1979, en de "Pete Dye Challenge Course", geopend in 1988, die respectievelijk ontworpen zijn door golficoon Arnold Palmer en golfbaanarchitect Pete Dye.
Naast drie golfbanen, beschikt de club ook over 34 tennisbanen en andere sportfaciliteiten.

## Golftoernooien
- Kraft Nabisco Championship: 1972-heden

## Tennistoernooien
- Davis Cup: 1978